# Logan Lucky
Logan Lucky (Alternativtitel: Der Hillbilly-Coup) ist eine Kriminalkomödie von Steven Soderbergh, die am 18. August 2017 in die US-amerikanischen Kinos kam.

## Handlung
Clyde und Jimmy Logan sind Brüder und vom Pech verfolgt. So glaubt Clyde, dass ein Familienfluch auf ihnen lastet. Jimmy war an seiner High School in West Virginia ein American-Football-Star und hatte ein Stipendium für eine namhafte Universität. Doch nun hat er mit den Folgen einer Knieverletzung zu kämpfen, die seine vielversprechende Football-Karriere abrupt beendete. Aufgrund dieser verliert er zudem seinen Job als Bauarbeiter. In mehreren Nebenhandlungen wird Jimmys Privatleben dargestellt: Er lebt von seiner Ex-Frau Bobbie Jo getrennt; diese ist inzwischen mit dem Autohändler Moody Chapman liiert. Mit Bobbie Jo hat Jimmy die gemeinsame Tochter Sadie, zu der er ein sehr gutes Verhältnis hat und die bei einem Schönheitswettbewerb für Kinder antreten möchte. Jedoch will Bobbie Jo mit ihrem Mann wegziehen, was es Jimmy erschweren wird, seine Tochter zu sehen. Clyde hat im Irakkrieg seinen linken Unterarm verloren und ist nun als einarmiger Barkeeper in einer schummerigen Spelunke gelegentlich Zielscheibe für flaue Witze.
Daraufhin wollen die beiden ziemlich abgebrannten Brüder gemeinsam mit ihrer Schwester Mellie ein großes Ding in North Carolina drehen: Jimmy weiß, dass der Tresor, in dem die Tageseinnahmen des Charlotte Motor Speedway landen, aufgrund unterirdischer Ausbesserungsarbeiten nicht so gesichert ist wie sonst üblich. Erst müssen die beiden aber noch den Safeknacker und Sprengstoffexperten Joe Bang aus dem Gefängnis befreien. Um Joe, der das Gefängnis eigentlich gar nicht verlassen will, zu überzeugen, bei der Sache mitzumachen, verrät ihm Jimmy, dass Joes Ex-Freundin gerade das von ihm erbeutete Geld ausgibt. Die Logans müssen des Weiteren die beiden geistig schlichten Brüder Joe Bangs überreden mitzumachen. Dann fährt Clyde absichtlich mit einem Auto in den Geschäftsraum einer Tankstelle, wird zu 90 Tagen Gefängnis verurteilt und trifft dort auf Joe Bang, um diesem beim Ausbruch zu helfen.
Da die Bauarbeiten an der Rennstrecke schneller voran gehen als geplant, muss die Aktion um eine Woche vorverlegt werden und fällt nun auf das Coca-Cola 600, ein berühmtes und äußerst gut besuchtes NASCAR-Rennen. Am Tag des Coups fliehen Joe und Clyde in speziell gebauten Kästen, die sie unterhalb der Gefangenentransporter angebracht haben, aus dem Gefängnis und werden von Mellie abgeholt. Die Bang-Brüder legen mit einem Sprengstoff-Cocktail ihres Bruders die Internet-Verbindung der Rennstrecke lahm, woraufhin alle Zahlungen bar erfolgen müssen. Die Einnahmen werden von allen Verkaufsstellen per Rohrpost in den zentralen Tresor gebracht. Joe beschädigt das Rohrpostsystem mit einem improvisierten Sprengsatz, um den Diebstahl des Geldes zu ermöglichen. Jimmy und seine Mitstreiter im Tunnel saugen die Geldscheine mit einem riesigen Staubsauger ab und füllen sie in Müllsäcke. Die Bang-Brüder fahren einen Teil der Säcke mit einem Elektrokarren nach draußen. Ein zweiter Teil wird – von den beiden unbemerkt – per Müllwagen aus dem Gebäude der Rennstrecke gebracht.
Durch die Explosion verteilt sich jedoch Rauch im Rohrpostsystem, was vom Sicherheitsteam bemerkt wird. Zwei Wachmänner gehen der Sache auf den Grund und decken den Raub beinahe auf, werden aber mehrmals, teils zufällig, von der Bande abgelenkt. Noch während die Aktion läuft, machen sich Joe und Clyde auf den Weg zurück ins Gefängnis. Dabei werden sie von Max Chilblain, einem Geschäftsmann und Rennteambesitzer, sowie seinem Fahrer Dayton White entdeckt. Chilblain erkennt Clyde wieder – in der Bar, in der dieser arbeitet, kam es zu einer Schlägerei zwischen Jimmy und Chilblain aufgrund abwertender Witze des Getränkeunternehmers über die körperlichen Beeinträchtigungen der Logan-Brüder. Auch diese Begegnung endet wieder mit einer Schlägerei. Letztlich können Joe und Clyde aber entkommen und schleichen sich als Feuerwehrleute verkleidet wieder ins Gefängnis. Ihre Mitgefangenen hatten dafür im Essraum des Gefängnisses einen Brandmelder und somit einen Feuerwehreinsatz ausgelöst. Bereits zuvor hatten sie einen Gefangenenaufstand fingiert, um die Abwesenheit von Joe und Clyde zu vertuschen.
Das FBI untersucht den Raub unter Führung der Agentin Sarah Grayson. Allerdings haben Joe und Clyde durch ihren vermeintlichen Gefängnisaufenthalt das perfekte Alibi. Wenig später wird der „offizielle“ Teil der Beute in einem gestohlenen Lastzug gefunden. Es stellt sich jedoch heraus, dass dem Betreiber der Rennstrecke gar nicht bekannt war, welchen Betrag die Beute ausmachte und dass tatsächlich mehr gestohlen wurde als angenommen. Nachdem das FBI die Ermittlungen eingestellt hat, kann Jimmy den Beteiligten ihren Anteil aus dem nicht zurückgegebenen Teil der Beute zukommen lassen. Joe Bang findet eines Morgens eine Schaufel auf seiner Veranda, was er als Aufforderung versteht, unter der Eiche in seinem Garten nachzugraben, wo er früher schon sein gestohlenes Geld versteckt hatte. Auch der Müllwagenfahrer und der Organisator des Brandes im Gefängnis werden an der Beute beteiligt.
Sadie gewinnt derweil den Wettbewerb mit dem Lied Take Me Home, Country Roads. Sie wählte dieses Lied extra deswegen aus, weil es das Lieblingslied ihres Vaters sei. Zufällig trifft Jimmy im Lauf der Handlung außerdem noch seine ehemalige Schulfreundin Sylvia Harrison, mit der er am Ende ein Verhältnis beginnt.
Der Film endet mit einem offenen Ende: Die letzte Szene spielt in Clydes Kneipe, in der die Logan-Geschwister, Joe und Sylvia Harrison gemeinsam auf den erfolgreichen Raub anstoßen. Auf der anderen Seite des Tresens sitzt die ihnen unbekannte Sarah Grayson, die die Bande beobachtet und sich an Clyde heranmacht – offensichtlich hat sie den Fall noch nicht aufgegeben.

## Produktion

### Stab, Besetzung und Synchronisation
Regie führte Steven Soderbergh, der auch als Kameramann und Filmeditor fungierte. Als Drehbuchautorin wird Rebecca Blunt angegeben, wobei Kenner des Filmgeschäfts bei dieser Angabe von einem Pseudonym ausgehen. Soderbergh selbst beschreibt den Film als eine Art komplette Umkehrung des Prinzips seiner Ocean’s-Eleven-Filme, empfindet dies jedoch als positiv: „Niemand zieht sich schick an. Niemand hat coole Gadgets. Sie haben kein Geld. Sie haben keine Technik.“ Genau dies habe ihn so an dem Filmprojekt fasziniert, so Soderbergh. Der Film wurde komplett außerhalb des Hollywoodsystems finanziert. Das Geld für die Dreharbeiten und die Vermarktung stammte aus dem Vorverkauf der internationalen Verleihrechte wie sämtlicher Rechte für den Home-Entertainment-Markt. Die Filmmusik wurde von David Holmes komponiert. Der Soundtrack zum Film umfasst 16 Musikstücke und wurde am 18. August 2017 von Milan Records veröffentlicht.
Adam Driver übernahm im Film die Rolle von Clyde Logan, Channing Tatum spielt seinen Bruder Jimmy Logan. Riley Keough erhielt die Rolle von Mellie Logan, und Daniel Craig spielt Joe Bang. In der Rolle von Bobbie Jo Logan Chapman ist Katie Holmes zu sehen, und Seth MacFarlane spielt Max Chilblain. Eine Reihe von Rennfahrern haben im Film Cameo-Auftritte, so Kyle Busch, Kyle Larson und der pensionierte Carl Edwards. Die Fahrer Brad Keselowski und Joey Logano sind in den Rollen zweier Sicherheitsbeamter zu sehen, die sich wie Polizisten fühlen. Der NASCAR-Fahrer und Nachwuchsschauspieler Ryan Blaney übernahm die Rolle eines Lieferjungen.
Die deutsche Synchronisation entstand nach einem Dialogbuch von Timmo Niesner unter der Dialogregie von Christoph Cierpka im Auftrag der RC Production Kunze & Wunder GmbH & Co. KG in Berlin. Daniel Fehlow leiht hierbei Jimmy Logan seine Stimme, Robert Glatzeder seinem Bruder Clyde und Joanna Kitzl ihrer Schwester Mellie. Joe Bang wird in der deutschen Synchronisation von Dietmar Wunder gesprochen und sein Bruder Sam von Jesco Wirthgen.

### Dreharbeiten und Ausstattung

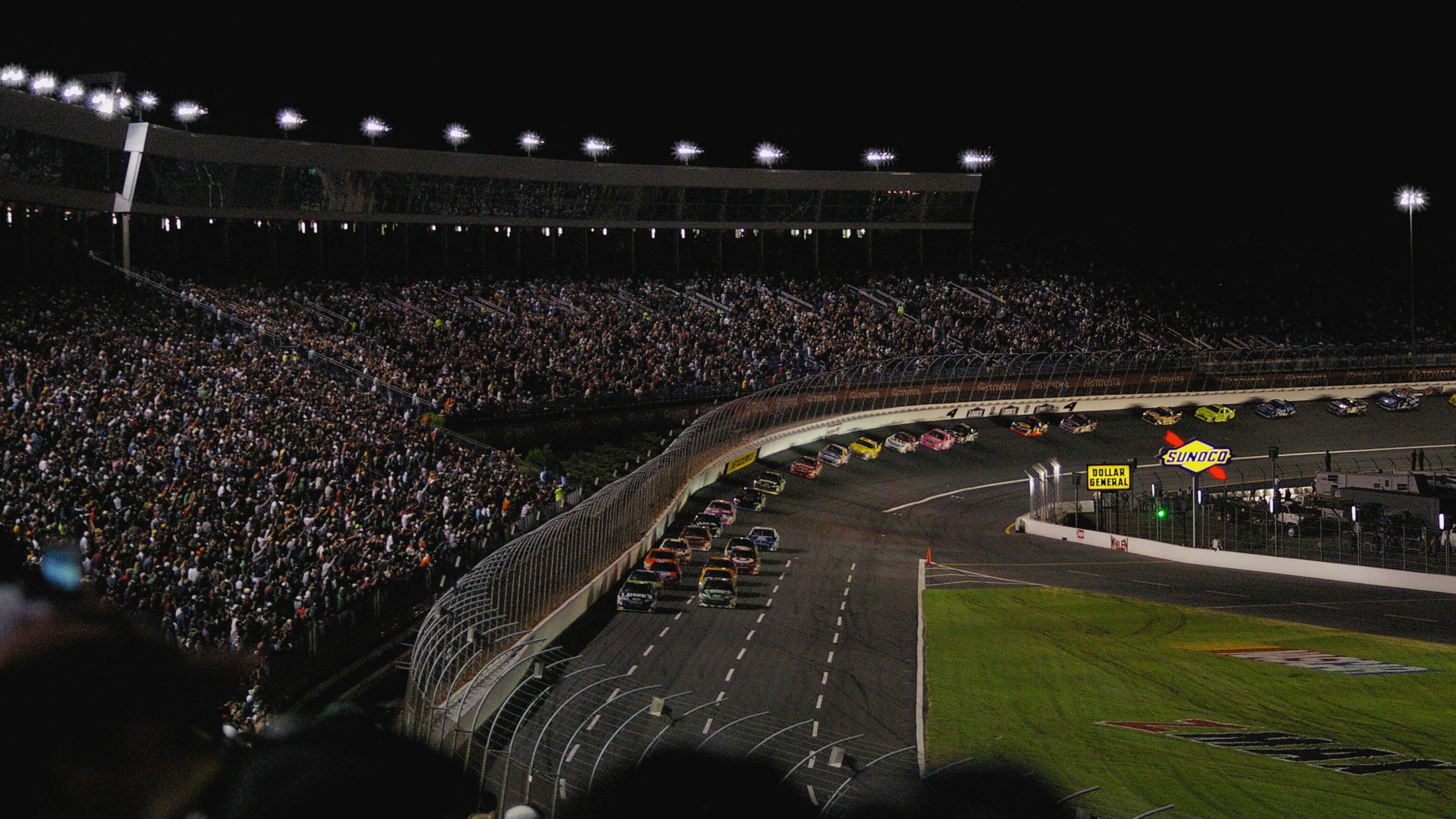
Große Teile der Dreharbeiten fanden am Charlotte Motor Speedway in North Carolina statt

Die Dreharbeiten begannen am 24. August 2016. Sie fanden am Hudson Hickory House in Douglasville und am Clayton County Landfill im Clayton County statt, die beide in Georgia gelegen sind. Weitere Aufnahmen entstanden in der Stadt Charlotte, die mit dem Charlotte Motor Speedway der Austragungsort mehrerer NASCAR-Rennen ist. Neben den Dreharbeiten am Charlotte Motor Speedway fanden auch Aufnahmen am Atlanta Motor Speedway statt.
Das Szenenbild schuf Howard Cummings, so die Duck Tape Bar, in der Clyde Logan arbeitet.

### Marketing und Veröffentlichung
Ende Mai 2017 wurde ein erster Trailer zum Film veröffentlicht. Im Juni 2017 folgte ein deutlich längerer Trailer.
Der Film wurde am 2. August 2017 vorab in Charlotte vorgestellt, wo der Film zu Teilen auch gedreht wurde, feierte am 7. August 2017 in Tel Aviv seine internationale Premiere und kam am 18. August 2017 in die US-Kinos. Ein Kinostart in Deutschland erfolgte am 14. September 2017. Im Oktober und November 2017 wurde der Film im Rahmen des offiziellen Wettbewerbs beim Festa del Cinema di Roma gezeigt.

## Rezeption

### Altersfreigabe
In den USA wurde der Film von der MPAA als PG-13 eingestuft. In Deutschland ist der Film FSK 12. In der Freigabebegründung heißt es: „Der episodisch angelegte Film wartet mit typischen Genreelementen der Gangsterkomödie, viel Situationskomik bis hin zum Slapstick und überzeichneten Charakteren auf. Kinder im Grundschulalter können zwar einzelne gewalthaltige Szenen und die immer wieder derbe Sprache irritieren, doch ab 12-Jährige sind in der Lage, diese Elemente auf der Basis ihrer bereits gesammelten Medienerfahrung als komödiantisch überhöht zu entschlüsseln und in den Gesamtkontext einzuordnen.“

### Kritiken
Der Film konnte bislang 92 Prozent der Kritiker bei Rotten Tomatoes überzeugen bei einer durchschnittlichen Bewertung mit 7,5 der möglichen 10 Punkte.
Dabei wird in vielen deutschsprachigen Presseveröffentlichungen an frühere erfolgreiche Gaunerkomödien des Regisseurs erinnert und im Vergleich die einfache Herkunft der Protagonisten aus den Südstaaten in diesem Film hervorgehoben. Insbesondere der aus den James-Bond-Filmen als stilsicherer Geheimagent bekannte Daniel Craig überzeuge in seiner Rolle als Redneck-Ganove. So schreibt Dirk Peitz in der Zeit von einer „Südstaatenversion der Ocean’s Filme“ und Nina Jerzy spricht in der NZZ vom „verschwitzten Arbeiterklasse-Gegenstück von Ocean’s Eleven“. Hannah Pilarczyk im Spiegel bewertet die „Discounter-Version der Oceans Millionen-Coups“ als „wahrscheinlich beste Unterhaltung in diesem Kinoherbst“.
Katrin Häger bezieht sich im Filmdienst auf das Lokalkolorit und ist dabei insbesondere von der Langsamkeit und Entspanntheit, welche der Film vermittle, begeistert.
David Ehrlich (IndieWire) meint, Steven Soderbergh kehre mit einem albernen Heist-Film, der wahrhaft Seele besitze, aus dem Ruhestand zurück.
Sascha Westphal schreibt in epd Film, aus dem Kontrast zwischen den Unzulänglichkeiten seiner Figuren und der Perfektion, mit der er ihren kühnen Raubzug, zu dem auch ein überaus innovativer Gefängnisausbruch zählt, in Szene setze, schlage Soderbergh nicht nur komödiantische Funken: „Er zündet auch ein regelrechtes Feuerwerk aus visuellen Gags und doppeldeutigen Dialogen. Die komödiantische Leichtigkeit, die auch schon die Oceans-Reihe und Teile von Magic Mike kennzeichnete, ist hier aber weitaus mehr als nur eine stilistische Eigenart. Sie ist die entscheidende Voraussetzung für ein filmpolitisches Experiment.“
Christian Berndt erklärte Deutschlandradio, dadurch, dass die Brüder im Film die Schwächen eines dysfunktionalen Gesellschaftssystems nutzten, das einen solchen Raub geradezu folgerichtig erscheinen lasse, gelinge es Soderbergh, eine sehr zeitgemäße Robin-Hood-Geschichte zu erzählen mit einer Schlusspointe, die dem Film utopischen Charakter verleihe.
Etwas kritischer ist Jerzy in ihrer NZZ-Rezension, die sich zum einen auf die besondere Form der Finanzierung durch den Independent-Regisseur bezieht und die Spielfreude der Beteiligten lobt, den Humor jedoch teilweise an der Grenze zur „Hinterwäldler-Parodie“ empfindet und auch das Ende für eine allzu clevere Dramaturgie hält. Andreas Kilb von der FAZ hat diese Hillbilly-Welt schon vor Jahren in Filmen der Coen-Brüder gesehen und findet deshalb Sonderberghs Beitrag nicht besonders originell.

### Einspielergebnis
In den USA startete der Film am 17. August 2017 in den Kinos, landete in der ersten Woche auf Platz 3 der Kinocharts und war hinter Killer’s Bodyguard der zweithöchste Neueinsteiger. Insgesamt hielt sich „Logan Lucky“ vier Wochen unter den Top-10 der US-Kinocharts und spielte in den USA ca. 27,7 Millionen US-Dollar ein.
Die weltweiten Einnahmen des Films belaufen sich bislang auf 48,5 Millionen US-Dollar (ca. 43,5 Millionen Euro) bei einem Produktionsbudget von 29 Millionen US-Dollar (ca. 26 Millionen Euro).
Kinostart in Deutschland war am 15. September 2017. Hier landete er hinter High Society und Mother! als drittbester Neueinsteiger auf Platz 5 der Charts, hielt sich noch eine weitere Woche in den Top 10 und verzeichnet insgesamt bislang 203.711 Besucher, was Einnahmen von ca. 1,9 Millionen US-Dollar entspricht.
Der Film war „finanziell ein Flop“, sagte Steven Soderbergh in einem Interview mit Christian Aust.
Es sei „offenbar eine Fehlentscheidung“ gewesen, auf klassische TV-Werbung für den Film zu verzichten.

### Auszeichnungen
Artios Awards 2018
- Nominierung in der Kategorie Big Budget – Comedy[34]

Dublin Film Critics’ Circle Awards 2017
- Nominierung für das Beste Drehbuch (Rebecca Blunt)[35]

National Board of Review Awards 2017
- Aufnahme in die Top 10 Independent Movies[36]

Phoenix Film Critics Society Awards 2017
- Nominierung in der Kategorie The Overlooked Film of the Year[37]